# فروکتوز
فروکتوز یا فروکتُز (به انگلیسی: Fructose) که از آن با نام قند میوه هم یاد می‌شود، از خانواده کربوهیدرات‌ها است که در بسیاری از میوه‌ها و گیاهان یافت می‌شود. از این ماده به‌عنوان شیرین‌کننده در صنایع مختلف غذایی و دارویی استفاده می‌شود به‌عنوان جایگزین ساکارز استفاده می‌شود. فرایند تولید شربت فروکتوز به این صورت می‌باشد که ابتدا نشاسته ذرت خالص‌سازی می‌شود و سپس با استفاده از آنزیم‌های آمیلازی به دکستروز تبدیل می‌شود و نهایتاً با عبور دکستروز از ستون‌های حاوی آنزیم گلوکز ایزومراز شربت فروکتوز تولید می‌شود که این شربت بر اساس درصد مونوساکارید فروکتوز به دو صورت ۴۲ و ۵۵ درصد عرضه می‌گردد.
High Fructose Corn Syrup = HFCS

## واکنش‌های شیمیایی فروکتوز

### تخمیر فروکتوز
فروکتوز ممکن است به شکل بی‌هوازی توسط مخمر یا باکتری تخمیر شود. آنزیم‌های مخمر، می‌توانند گلوکز یا فروکتوز را به اتانول و کربن دی‌اکسید تخمیر کنند. کربن دی‌اکسید آزاد شده به شکل محلول در آب باقی‌مانده و به تعادل با اسید بی کربنیک می‌رسد. البته بعد از بازکردن تانکر تخمیر، کربن دی‌اکسید تولید شده به هوا آزاد می‌شود.

### فروکتوز و واکنش میلارد
فروکتوز مونوساکاریدی احیاکننده می‌باشد که به خوبی در واکنش میلارد شرکت می‌کند و با ایجاد رنگ قهوه‌ای مناسب در سطح محصولات نانوایی مانند کیک، کلوچه، نان و… قابلیت کاربرد زیادی در این صنایع دارد.

## ساختار فروکتوز

### شیرینی فروکتوز
درصورتی‌که شربت فروکتوز در تماس با مخمرها یا هرگونه میکروارگانیسم دیگری قرار گیرد، به دلیل وجود دیواره سلولی نسبتاً نفوذپذیر، این شربتها قادرند آب موجود در درون سلول را به بیرون کشیده و ارگانیسم را دهیدراته نمایند. این مکانیسم مهم‌ترین اثر نگهدارندگی این شربت محسوب می‌شود. فشار اسمزی ایجاد شده توسط شربتهای قندی، با وزن مولکولی آن‌ها مرتبط بوده و وزن مولکولی پائینتر فشار اسمزی بیشتری ایجاد می‌کند. فشار اسمزی ایجاد شده توسط محلول ۱۰٪ شکر، شربت گلوکز با ۴۲=DE، دکستروز، HFCS-90، HFCS-55 و HFCS-42 (به ترتیب با وزن مولکولی ۳۴۲، ۴۲۹، ۱۸۰، ۱۸۲، ۱۸۵ و ۱۹۰) به ترتیب ۲/۷، ۷/۵٬۷/۱۳، ۵/۱۳، ۳/۱۳ و ۹/۱۲ می‌باشد. از آنجائی که HFCS مخلوطی از دکستروز و فروکتوز می‌باشد، به دلیل وزن مولکولی پائین و حلالیت بالا، دارای خاصیت خود-استریل‌کنندگی می‌باشد و به همین دلیل میزان مصرف مواد نگهدارنده را کاهش می‌دهد.

### اثر سینرژیک فروکتوز در شیرینی
مطالعات نشان می‌دهد استفاده از فروکتوز در کنار سایر شیرین‌کننده‌ها مثل ساکاروز (شکر)، آسپارتام و .. باعث شیرین تر شدن اجزای سازندهٔ این ترکیب می‌شود.

### حلالیت فروکتوز و کریستالیزاسیون
حلالیت فروکتوز در آب بیشتر از هر قند دیگری است. به همین دلیل کریستالیزه کردن فروکتوز از یک محلول بسیار دشوار است. شکلات‌ها و آبنبات‌هایی که دارای فروکتوز می‌باشند به خاطر حلالیت بالای فروکتوز نرم‌تر هستند.

### نقطه انجماد فروکتوز
فروکتوز نقش مؤثری در کاهش دادن نقطهٔ انجماد محلول دارد و به این ترتیب احتمال آسیب دیدن سلول توسط بلورهای یخ در دماهای پایین را به شدت کاهش می‌دهد. هر چند این ویژگی در دماهای خیلی پایین مؤثر نیست و میوه منجمد می‌شود.

## تأثیر فروکتوز و نشاسته در سیستم غذایی
فروکتوز بسیار سریعتر ویسکوزیتهٔ (گرانروی) نشاسته را افزایش می‌دهد و در نهایت نیز نشاستهٔ در حضور فروکتوز به ویسکوزیتهٔ نهایی بالاتری می‌رسد چرا که فروکتوز میزان گرمای مورد نظر برای ژلاتینه شدن را کاهش می‌دهد. بیشتر شیرین‌کننده‌های صنعتی برای غذا پختن و سرو کردن در منزل مناسب نیستند ولی با اندکی تعدیل، می‌توان با استفاده از فروکتوز غذاهای مختلفی تهیه کرد.

## تأثیرات احتمالی بر سلامتی
در سال ۲۰۲۲، سازمان امنیت غذایی اروپا بیان داشت که شواهد تحقیقاتی وجود دارد که نشان می‌دهد فروکتوز و سایر قندهای آزاد افزوده شده ممکن است با افزایش خطر چندین بیماری مزمن مرتبط باشند: خطر متوسطی برای چاقی و اختلال چربی خون (بیش از ۵۰٪) وجود دارد و خطر کمی برای بیماری کبد چرب غیرالکلی، دیابت نوع ۲ (از ۱۵٪ تا ۵۰٪) و فشار خون پایین. EFSA همچنین اظهار داشت که تحقیقات بالینی «رابطه مثبتی بین مصرف قندهای رژیمی، در مبادله ایزوکالری با دیگر ماکرومغذی‌ها، و هیچ‌یک از بیماری‌های مزمن متابولیک یا نقاط پایانی مربوط به بارداری که ارزیابی شده‌اند» را پشتیبانی نمی‌کند اما توصیه کرد «مصرف قندهای افزوده و آزاد باید در چارچوب یک رژیم غذایی کافی از نظر تغذیه‌ای تا حد امکان پایین باشد.»

### بیماری‌های کاردیومتابولیک
هنگامی که فروکتوز به میزان زیاد و به عنوان یک ماده شیرین کننده در غذاها یا نوشیدنی‌ها مصرف شود، ممکن است با افزایش خطر چاقی، دیابت و اختلالات قلبی عروقی که بخشی از سندرم متابولیک هستند، مرتبط باشد.

### در مقایسه با ساکاروز
شواهدی وجود دارد که فروکتوز در افزایش تری گلیسریدها در دیابت نوع ۲ ولی نه نوع ۱ مؤثر است و استفاده متوسط از آن به عنوان شیرین کننده برای دیابتی‌ها قبلاً مورد پذیرش قرار گرفته‌است، احتمالاً به این دلیل که فروکتوز باعث ایجاد ترشح انسولین توسط سلول‌های بتا پانکراس نمی‌شود. برای یک مقدار مرجع ۵۰ گرمی، فروکتوز دارای شاخص گلایسمی ۲۳ است، در حالی که این مقدار برای گلوکز ۱۰۰ و برای ساکاروز ۶۰ است. فروکتوز همچنین در دمای اتاق ۷۳ درصد شیرین‌تر از ساکاروز است که این امکان را به دیابتی‌ها می‌دهد تا از آن کمتر در هر سرو استفاده کنند. مصرف فروکتوز قبل از وعده غذایی ممکن است پاسخ گلایسمی وعده غذایی را کاهش دهد. محصولات غذایی و نوشیدنی‌هایی که با فروکتوز شیرین شده‌اند باعث افزایش کمتر سطح گلوکز خون می‌شوند تا آن‌هایی که با ساکاروز یا گلوکز تهیه شده‌اند.